# Conoclypidae
De Conoclypidae zijn een familie van uitgestorven zee-egels (Echinoidea) uit de orde Clypeasteroida.

## Geslachten
- Conoclypus L. Agassiz, 1839 †
- Oviclypeus Dames, 1878 †